# Santiago de la Puebla
Santiago de la Puebla település Spanyolországban, Salamanca tartományban.  Lakosainak száma 282 fő (2024).

## Népesség
A település népessége az elmúlt években az alábbi módon változott:
| Lakosok száma | 534  | 482  | 445  | 437  | 401  | 378  | 334  | 310  | 297  | 282  |
|               | 2001 | 2004 | 2007 | 2009 | 2012 | 2014 | 2017 | 2019 | 2022 | 2024 |